# Галайчук, Игорь Иосифович
И́горь Ио́сифович Галайчу́к (род. 15 июля 1956, г. Монастыриска Львовской области) — советский и украинский врач и учёный в области медицины, эсперантист, общественный деятель. Заведующий кафедрой онкологии, лучевой диагностики и терапии и радиационной медицины Тернопольского государственного медицинского университета им. И. Я. Горбачевского.

## Биография
Окончил Тернопольский медицинский институт (1979, ныне медицинский университет).
Ассистент кафедры гражданской обороны и медицинской подготовки Тернопольского педагогического института (ныне национальный университет), в 1983—1985 — клинический ординатор-хирург Киевского НИИ гематологии и переливания крови; в 1985—1992 — врач-онколог Тернопольского областного онкологического диспансера.
В ТГМУ: ассистент кафедры онкологии, лучевой диагностики и терапии и радиационной медицины (1992—1998), заместитель декана медицинского факультета по работе с иностранными студентами (1997—1998), доцент кафедры онкологии (1998—2006), заведующий отделом международных связей (2000—2002); с 2006 — заведующий кафедрой онкологии, лучевой диагностики и терапии и радиационной медицины.
С 2007 г. — председатель Тернопольского областного общества онкологов.
В 1999—2000 — Фулбрайтский стипендиат в области медицинского образования и онкологии Института рака Питтсбургского университета, в 2002 — участник научного обмена международной программы по детской онкологии в г. Мемфис (оба — США).
Председатель клубов эсперантистов в Тернополе (1980—1983 — «Amikeco» («Дружба»), с 2006 — «Spinosfloro».
В 1996—2001 — член редакционной коллегии журнала «Medicina Международная Revuo» Всемирной медицинской эсперанто-ассоциации.

## Звания
- доктор медицинских наук (2006),
- профессор (2007),
- член Американского общества клинической онкологии,
- член Европейского общества медицинской онкологии,
- член Европейского и Американского обществ хирургической онкологии,
- член Европейской ассоциации исследований рака,
- член Европейской ассоциации онкологической образования,
- член Нью-Йоркской АН (1995—1996, США),
- член Всемирной медицинской эсперанто-ассоциации и других.

## Награды
- Отличия эсперантистской ассоциации (1996),
- Заслуженный изобретатель Украины (2015)[1].

## Научные труды
Автор учебных пособий «Клиническая онкология» (2003), около 200 научных публикаций.
Автор диссертации «Меланома кожи: оптимизация диагностики, комбинированного и комплексного лечения больных» (14.01.07). По теме диссертации опубликовано 49 научных трудов, из них 18 статей (среди которых 5 самостоятельных) в журналах, рекомендованных ВАК Украины; раздел в руководстве «Клиническая онкология»; 23 тезисные публикации на отечественных и международных конференциях и конгрессах.
Имеет 15 авторских свидетельств и патентов на изобретения, в том числе семь патентов и авторского права на компьютерную программу Прогнозирования течения злокачественного заболевания (OncoPrognosis)".
Игорь Галайчук вместе с Виктором Паюком издали на русском языке книгу японского целителя Масаюки Сайонджи «Лечебный массаж Юмейго» (Т., 1995).